# DamID

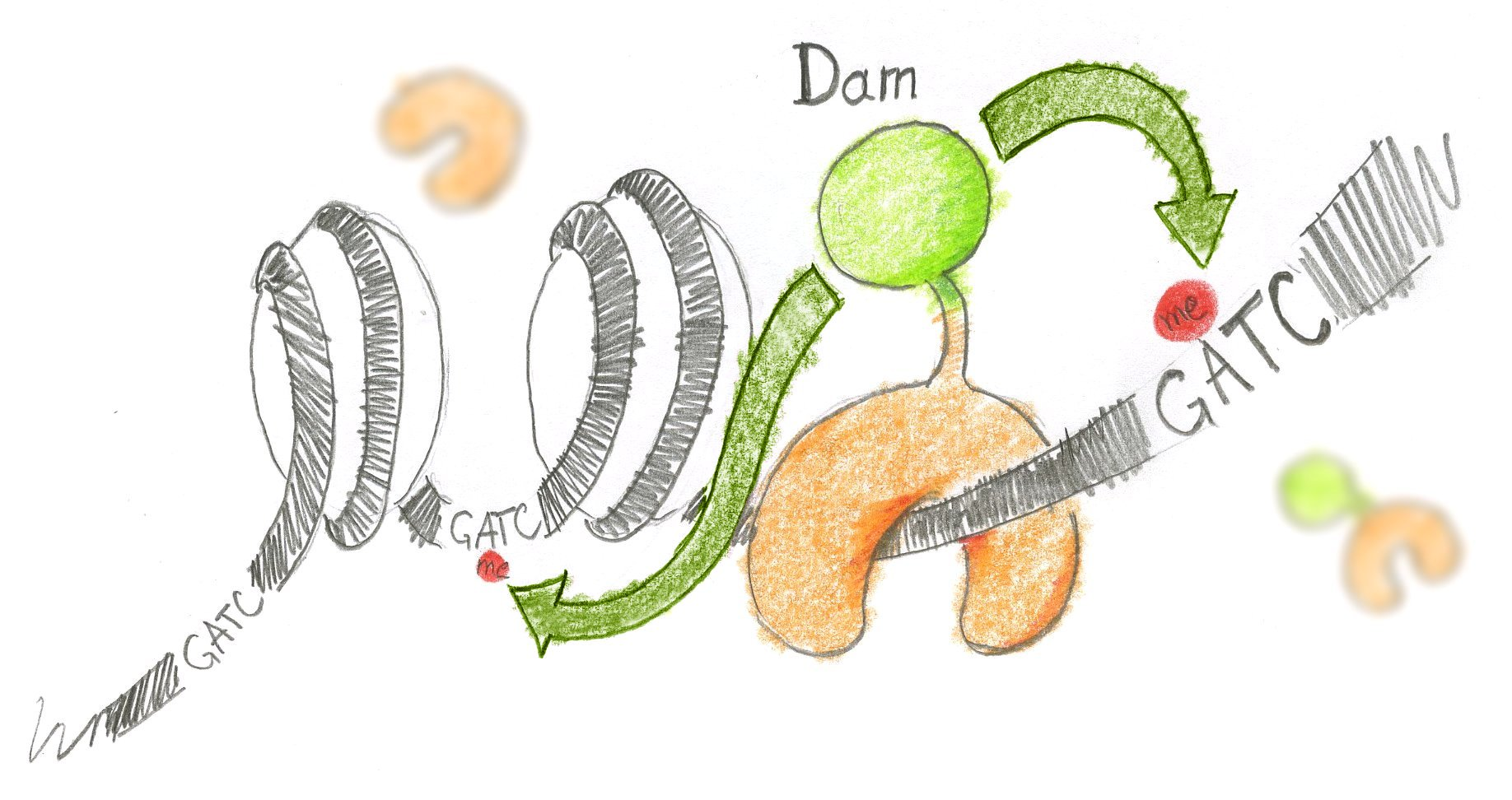
Getekende illustratie van het DamID-concept.

DamID (DNA adenine methyltransferase identificatie) is een techniek om te achterhalen waar een chromatine eiwit precies aan het DNA bindt. De techniek is in 2000 uitgevonden door Bas van Steensel van het Nederlands Kanker Instituut.
De basis van de techniek is om aan bekende chromatine eiwitten een subunit te koppelen die een spoor (methylgroepen) achterlaat op het gedeelte van het DNA waar het eiwit aan bindt. Op die manier is nauwkeurig te bepalen wat de bindingsplaatsen van de verschillende chromatine eiwitten zijn. Op sommige punten is DamID nauwkeuriger dan Chromatine Immuno precipitatie.

## Techniek
Escherichia coli bezit de DNA methyltransferase Dam dat alleen adenine basen methyleert. Door het gen dat codeert voor Dam aan de 3'-kant van een chromatine eiwit in te bouwen krijgt het eiwit een Dam subunit. Wanneer het Dam-fusie eiwit aan DNA bindt zal de Dam subunit adenines, in een GATC sequentie, stroomopwaarts en stroomafwaarts van de bindingsplaats methyleren. De bindingsplaatsen daarna zijn makkelijk te herkennen omdat gemethyleerde adenines niet voorkomen in eukaryoten.
De plaatsen waar adenines zijn gemethyleerd kunnen opgespoord worden door het behandelde DNA te knippen met het Restrictie-enzym Digest Dpnl, omdat deze alleen knipt in gemethyleerd GATC. De brokstukken worden vervolgens onderworpen aan een Polymerase-kettingreactie, Southern blot en een DNA-microarray.
Een moeilijkheid met deze techniek is dat de fusie eiwitten niet altijd perfect aan hun bindingsplaaten binden; hierdoor ontstaan een grote achtergrond methylatie. Ook is het zo dat sommige GATC sequenties toegankelijker zijn voor Dam dan andere. Om de resultaten te verbeteren moeten er een aantal controle experimenten gedaan worden. Er moet een negatieve controle gedaan worden waarbij aan eenzelfde genoom ongebonden Dam wordt toegevoegd, de resultaten van de negatieve controle moeten van de resultaten van het expiment afgetrokken worden. Ook moet er een positieve controle gedaan worden waarbij de resultaten van het experiment worden vergeleken met een test waarbij de bindingsplaatsen bekend zijn.

## Voor- en nadelen ten opzichte van ChIP
Voordelen van DamID over ChIP is dat er voor DamID geen immunoglobulinen als label nodig zijn. Voor DamID zijn veel minder cellen nodig om goede resultaten te krijgen.
Een groot nadeel is dat het uren kost om een DamID uit te voeren, terwijl een ChIP enkele minuten duurt. Bij ChIP zit er een ruis in de labelling van 0,5-1 kilobasen, bij DamID is dat 1-2 kilobasen!
Wanneer de resultaten van ChIP en DamID worden vergeleken komen er ongeveer dezelfde resultaten uit.